# W-Motor

Schematische Darstellung eines W-Motors

Ein W-Motor ist ein Hubkolbenmotor mit drei Zylinderbänken, die in der Form eines „W“ (mit gleichen Öffnungswinkeln, die kleiner als 90° sind) angeordnet sind, wodurch – ähnlich wie beim V-Motor – bei gleicher Motorbaulänge mehr Zylinder untergebracht werden können. Der nach der Motorenlehre klassische W-Motor hat drei Zylinderreihen (analog dem V-Motor mit zwei Zylinderreihen), während die von der Volkswagen AG als „W“ bezeichnete Motorenbauart aus vier Zylinderreihen mit unterschiedlichen Öffnungswinkeln besteht und somit nach Motorenbaulehre ein Doppel-VR-Motor ist.
Nachteilig ist die direkte Nachbarschaft der heißen Abgasanlage der mittleren Zylinderbank mit kraftstoffführenden Teilen der Ansauganlage einer der äußeren Zylinderbänke. Auch werden im W-Motor die Kräfte von drei Kolben über Pleuel auf einen einzelnen Kurbelzapfen geleitet, daher sind große Kurbelwellenquerschnitte nötig.

## Einsatz von W-Motoren

### Klassischer W-Motor (Y-Motor)

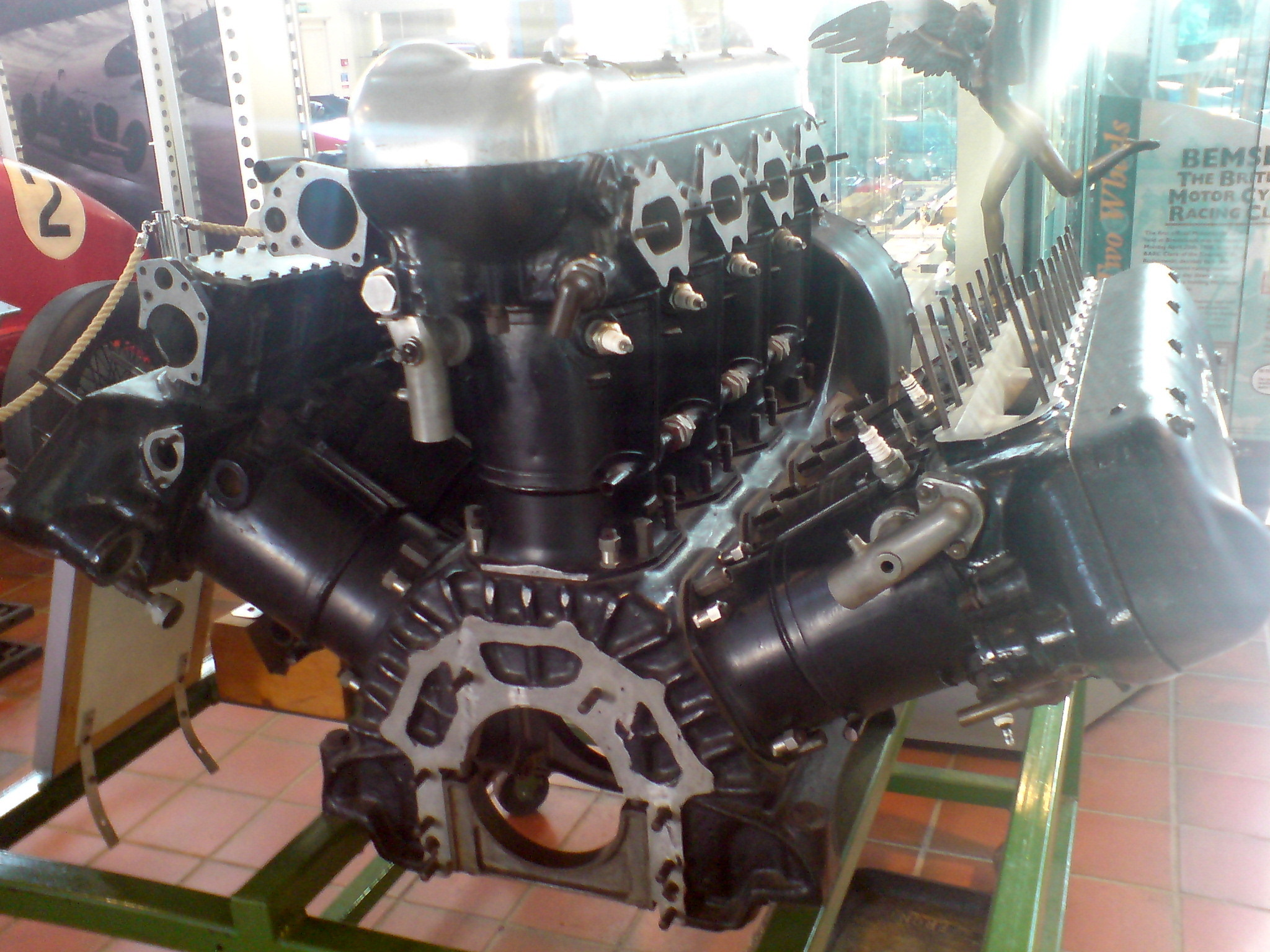
Napier Lion Zwölfzylinder-W-Motor

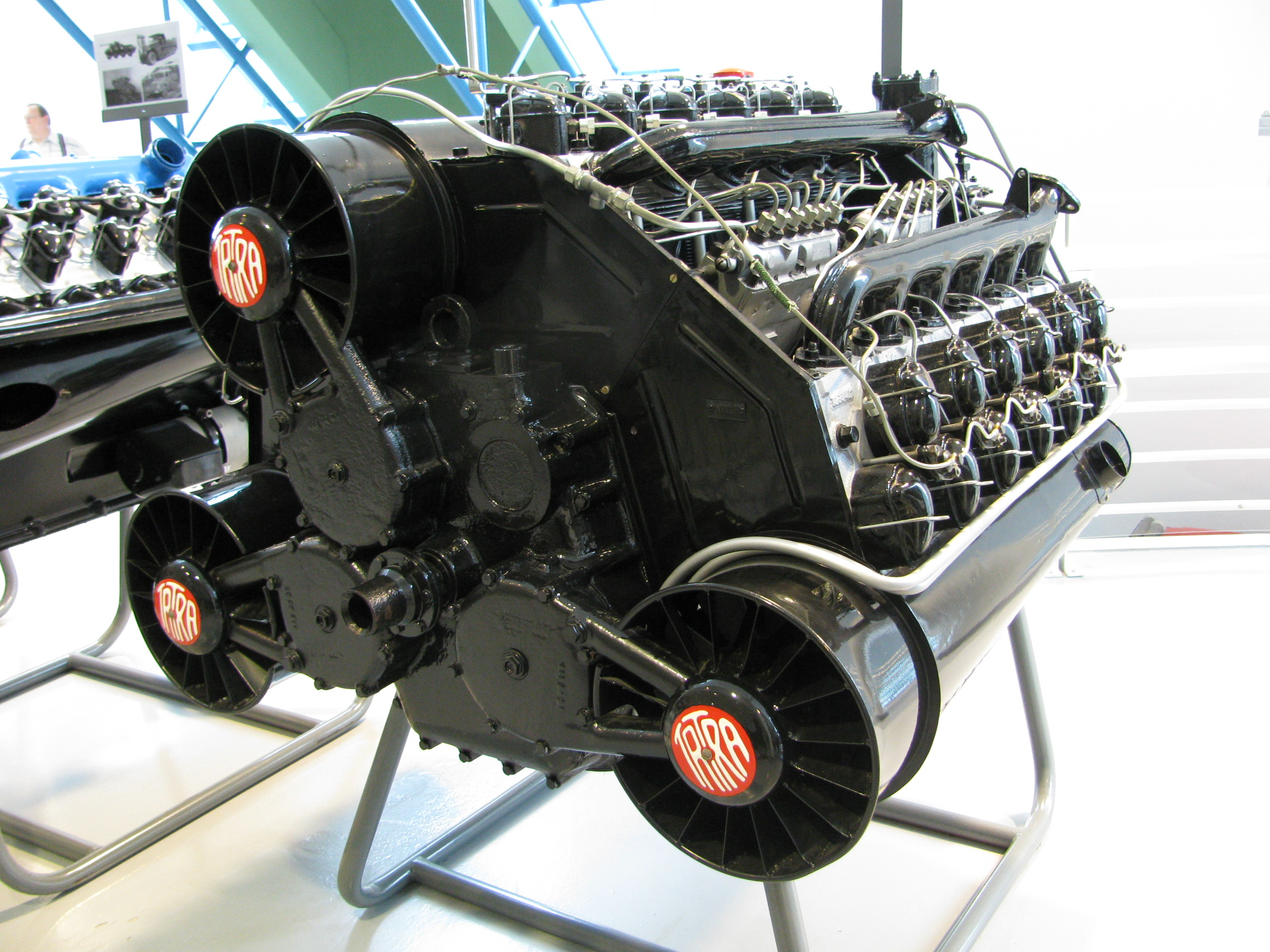
T955, ein luftgekühlter W18-Prototyp von Tatra (1943)

Beispiel für einen klassischen W-Motor mit drei Zylinderreihen in gleichem Winkel (Sonderform Y-Motor) ist der Motorrad-Rennmotor des französischen Motorrad-Herstellers Alcyon von 1904. Bei ihm hatten die drei Zylinder einen Winkel von jeweils 45° zueinander. Alessandro Anzani fuhr eine Maschine mit diesem ungewöhnlichen Motor. Bei der 1907 erschienenen Curtiss 10 hp standen die Zylinder im Winkel von 50 Grad.
- Die einzigen W-Motoren aus dem Volkswagen-Konzern, die korrekt als W-Motoren bezeichnet werden dürften, sind der des Audi W12-Supersportwagen-Prototyps Avus quattro (1991) und der W18-Motor des Bugatti Chiron 18.3 Prototyps (1999). Alle aktuellen mit „W“ bezeichneten Motoren haben vier Zylinderreihen und sind von der Doppel-VR-Bauart (V-VR-Bauart).

- Andere Beispiele für W-Motoren (Sonderform Y-Motoren) sind der zwölfzylindrige Napier Lion, die W18-Motoren von Isotta Fraschini (Asso 750 und Asso 1000) sowie von CRM Spa Motori Marini (18 D/SS BR-2 mit 40°/40°-Zylinderbankwinkeln) und der W12-Formel-1-Motor von Guy Nègre. Die Lion-Motoren erlangten einige Berühmtheit durch ihren Einsatz in Rennflugzeugen (Supermarine S. 5 in Schneider-Trophy), sowie in Rekordfahrzeugen (u. a. von Malcolm Campbell).
- Im Rumpler-Tropfenwagen zu Beginn der 1920er-Jahre wurde anfangs ein W6-Motor eingebaut, bei dem die sechs Zylinder im W mit je 60° Öffnungswinkel angeordnet und paarweise zusammengegossen waren.
- In den 1950er-Jahren baute Mitsubishi unter der Bezeichnung W24-WZ einen 24-Zylinder-W-Zweitakt-Diesel als Versuchsmotor für Schnellboote. Der Motor entwickelte 2200 kW (2991 PS) bei 1600 Umdrehungen/Minute.
- Das kleine französische Unternehmen Moteurs Guy Nègre (MGN) entwarf Ende der 1980er-Jahre einen 3,5-Liter-60°/60°-W12-Motor für den Einsatz in der Formel 1. Der Motor war mit drei Zylinderreihen mit je vier Zylindern ausgestattet, hatte keine herkömmlichen Ventile und sollte um 630 PS bei 15.000 Umdrehungen pro Minute leisten. Das Projekt wurde Anfang 1989 bekannt, nach wenig erfolgreichen Testfahrten in einem Chassis AGS JH22 sowie wegen finanziellen und technischen Problemen allerdings wieder eingestellt, ohne auch nur einen Rennkilometer gefahren zu sein. Später wurde der MGN W12 (Moteurs Guy Nègre) in einem Norma-M6-Sportwagen verwendet. Guy Nègre hat inzwischen einen Druckluftmotor entwickelt.
- Der einzige Formel-1-Motor in W-Konfiguration, der im Rahmen von Großen Preisen eingesetzt wurde, ist der Life F35 von Life Racing. Der ehemalige Ferrari-Ingenieur Franco Rocchi, der in den 1970er-Jahren die legendären Achtzylinder der Marke entworfen hatte, baute in den späten 1980er Jahren zunächst auf eigene Rechnung einen Zwölfzylinder-Saugmotor mit drei Reihen zu je vier Zylindern. Abgesehen von der Zylinderanordnung war das Konzept des Motors konservativ; Besonderheiten, wie Guy Nègre sie vorgesehen hatte, gab es in Rocchis Motor nicht. Die Entwicklung des Rocchi-W12 fiel in eine Zeit, in der die Formel 1 sich neu orientierte. Nach dem letzten Rennen der Saison 1988 waren Turbo-Triebwerke verboten; alle Teams mussten wieder Saugmotoren einsetzen. In dieser Zeit war zunächst nicht klar, welche Zylinderzahl und welches Konzept das erfolgreichste sein würde. Daher versuchten einige Hersteller unterschiedliche Ideen. Man sah 1989 Acht-, Zehn- und Zwölfzylinder mit unterschiedlichen Zylinderbankwinkeln, Motori Moderni versuchte beispielsweise für Subaru ein Boxerkonzept mit 180° Zylinderbankwinkel, das 1990 im Team Coloni erfolglos eingesetzt wurde. Das W-Triebwerk Rocchis war eine weitere Spielart, wenn auch konzeptionell die extreme Idee. Der italienische Geschäftsmann Ernesto Vita erwarb die Rechte an dem Triebwerk und versuchte im Laufe des Jahres 1988, ein Formel-1-Team für den Einsatz des Motors in der Saison 1989 zu gewinnen. Es gab Gespräche mit Coloni, die aber erfolglos blieben. Auch andere Teams lehnten ab. Letztlich musste Vita einen eigenen Rennstall gründen, das Team Life Racing, das mit einem gebrauchten Auto und Rocchis Motor in der Saison 1990 antrat. Was als Versuch gedacht war, andere Teams vom Erfolg des Konzepts zu überzeugen, entwickelte sich bald zum Desaster: Das Triebwerk war nicht leistungsfähig; Mitarbeiter sprachen hinter vorgehaltener Hand von 450 PS, was kaum dem Leistungsniveau der Formel 3000 entsprach. Zudem war der Motor nicht belastbar. Wann immer die Fahrer Gary Brabham oder Bruno Giacomelli in höhere Drehzahlbereiche vordrangen, explodierte das Aggregat. Nur selten schafften die Fahrer eine volle gezeitete Runde.

### Unechte W-Motoren (Doppel-V-Motoren) im Volkswagen-Konzern

Animation eines Doppel-V-Motors

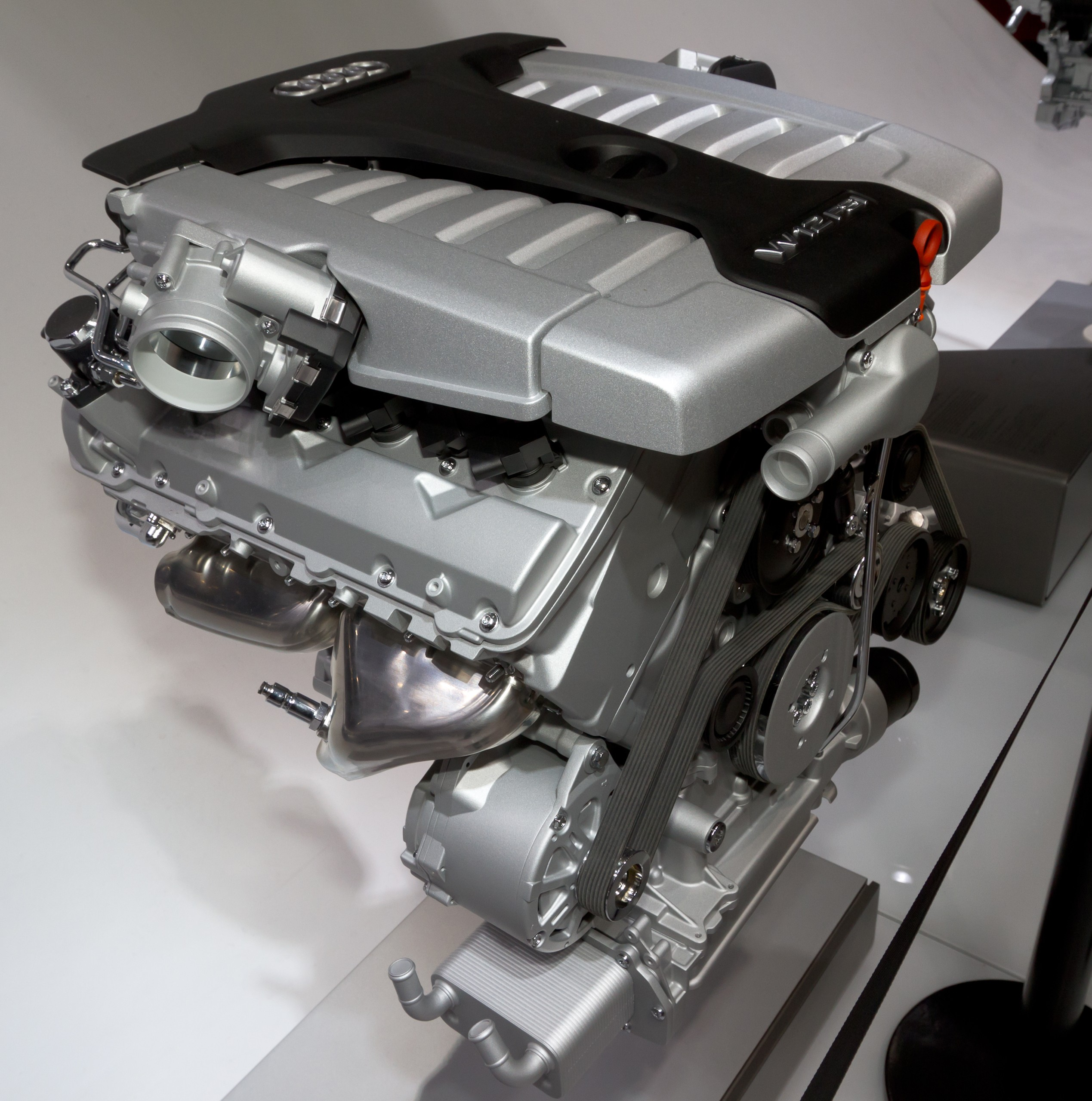
Audi 6.3 FSI W12-Motor

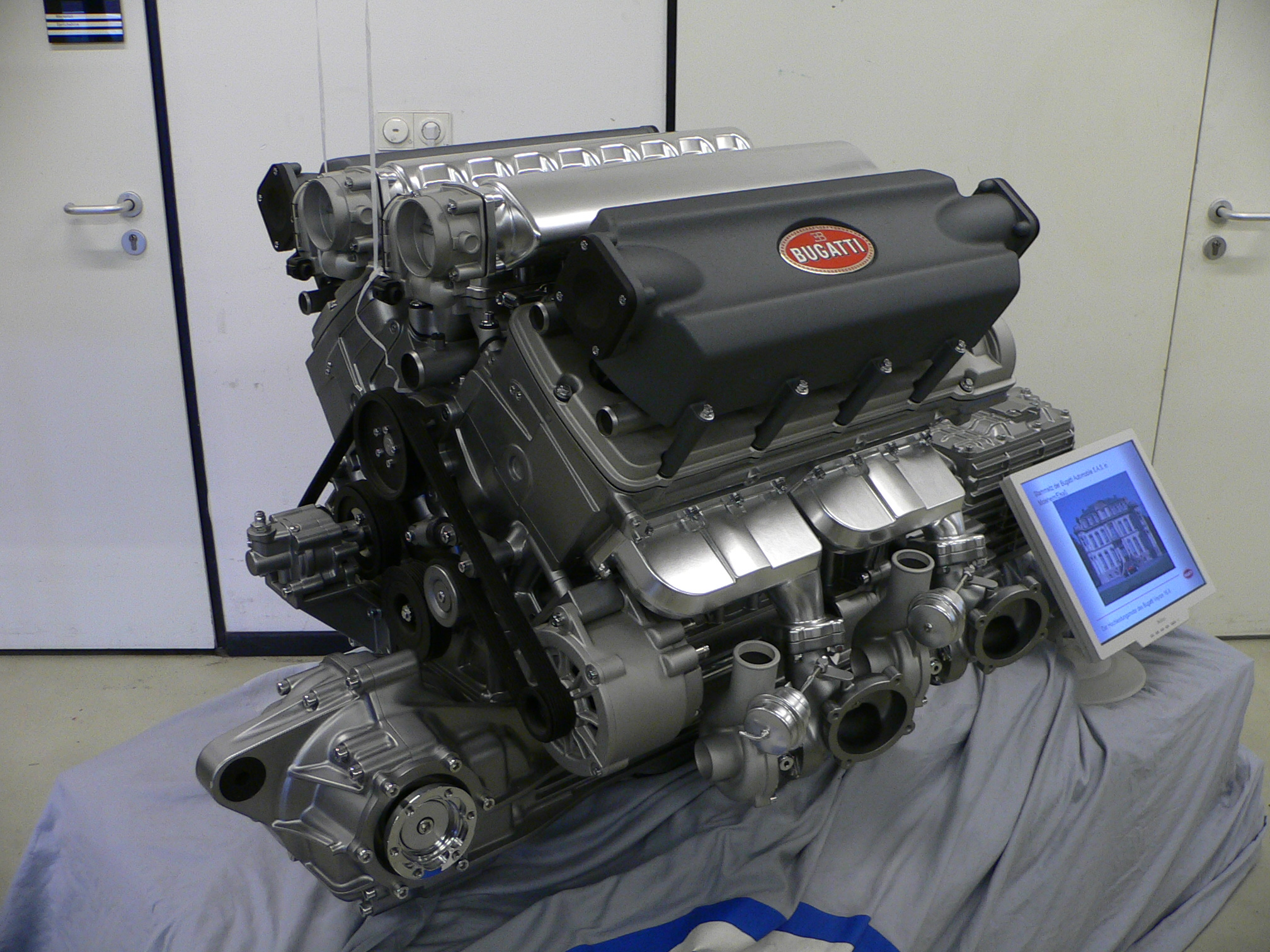
Bugatti W16-Motor

#### W8-Motor
Das Spitzenmodell des VW Passat wurde zwischen 2001 und 2004 mit einem W8-Motor und Allradantrieb ausgestattet. Es handelt sich dabei um einen Doppel-V-Motor mit zwei VR4-Zylinderbänken.

#### W12-Motor
Das VW W12 Coupé wurde in Zusammenarbeit mit Italdesign zwischen 1997 und 2002 mit einem W12-Motor entwickelt, ging jedoch nicht in Serie. Er stellte ab 2001 auf dem Hochgeschwindigkeitskurs in Nardò, daher der spätere Name Nardo, mehrere Weltrekorde und internationale Klassenrekorde auf.
Der Doppel-VR-Motor „W12“ basiert dabei auf zwei VR6-Motoren, wie sie unter anderem im VW Golf der dritten Generation verbaut wurden. Erstes Serienfahrzeug mit einem W12-Motor war im Volkswagen-Konzern der Audi A8, der von 2001 bis 2017 mit diesem Motor erhältlich war. Der VW Phaeton war zwischen 2002 und 2011 mit einem W12-Motor erhältlich, die erste Generation des VW Touareg wurde von 2004 bis 2010 ebenfalls mit einem W12-Motor angeboten.
Das niederländische Unternehmen Spyker Cars präsentierte von 2004 bis 2007 mehrere Fahrzeuge mit W12-Motoren aus dem Volkswagen-Konzern: C12 Spyder, C12 La Turbie, D12 Peking-to-Paris und C12 Zagato. Im Frühjahr 2007 wurde auf dem alljährlichen GTI-Treffen am Wörthersee der von VW als Showcar konzipierte Golf GTI W12-650 mit einem W12-Mittelmotor, einer Leistung von 478 kW (650 PS) und einer Höchstgeschwindigkeit von 325 km/h vorgestellt.
Im Mai 2015 wurde eine neue Generation des Motors vorgestellt, die einen CO2-Ausstoß von weniger als 250 g/km im NEFZ-Zyklus erreicht. Dabei wird  Biturboaufladung, Einzel-Zylinderbankabschaltung (in Fahrtrichtung links), Motormanagement mit zwei Steuergeräten sowie Start-Stopp-System, Zylinderlaufbahnen mit APS-Beschichtung, offroadtauglicher Ölkreislauf mit schaltbarer Ölpumpe, ein Kühlsystem mit integriertem Thermomanagement und zweimal eine Kraftstoffzumessung mit Hochdruck-Direkt- und Niederdruck-Saugrohreinspritzung eingesetzt.
Der Volkswagen-Konzern bietet den W12-Motor 2023 in folgenden Modellen an:
- Bentley Flying Spur
- Bentley Continental GT
- Bentley Continental GTC
- Bentley Bentayga

2020 liegt die Verantwortung für den Motor bei Bentley. Bentley gab im Februar 2023 bekannt, die Produktion soll nach etwa 105.000 W12-Motoren im April 2024 beendet werden.

#### W16-Motor
Im Konzeptfahrzeug Bentley Hunaudières wurde 1999 ein W16-Motor vorgestellt. Dieser führte zusammen mit der ähnlichen Studie Audi Rosemeyer zur Entstehung des Bugatti Veyron.
Der „W16“ mit einer maximalen Leistung von 883 kW (1200 PS) im Bugatti Veyron 16.4 ist ein Doppel-VR-Motor mit zwei VR8-Zylinderbänken (15 Grad Zylinderwinkel, 90 Grad Bankwinkel). Durch diese Anordnung der Zylinder gelang es, einen platzsparenden 16-Zylinder-Motor mit 7.993 cm³ Hubraum zu konstruieren. Der Motor ist mit vier Abgasturboladern ausgestattet (daher 16.4). Für das 2016 vorgestellte Nachfolgemodell Bugatti Chiron wurde er laut Bugatti komplett überarbeitet und seine Leistung um 25 % auf 1103 kW (1500 PS) gesteigert. Die Masse des Motors beträgt mehr als 700 kg.